# Wadym Homoljaka
Wadym Boryssowytsch Homoljaka (ukrainisch Вадим Борисович Гомоляка, * 17. Oktoberjul. / 30. Oktober 1914greg. in Kiew; † 7. Mai 1980 ebenda) war ein sowjetischer Komponist ukrainischer Nationalität, Musikpädagoge und Schauspieler.

## Leben
Geboren als ältestes von drei Kindern des Schauspielers Borys Pawlowytsch Awscharow (1889–1964) in Kiew, studierte Wadym Homoljaka von 1939 bis 1941 an der historischen und theoretischen Fakultät des Kiewer Konservatoriums und 1941/1942 am Staatlichen Konservatorium der Usbekischen SSR in Taschkent. Der freiwillige Militärdienst im Zweiten Weltkrieg unterbrach seine Ausbildung, die er erst 1946 in Kiew bei Lewko Rewuzkyj abschließen konnte. Von 1946 bis 1948 war er selbst Lehrer für theoretische Fächer am Kiewer Konservatorium. 1953 wurde er Mitglied der KPdSU, von 1951 bis 1956 war er Sekretär des Sowjetischen Komponistenverbandes. Von 1958 bis 1976 leitete er die ukrainische Zweigstelle des Musikfonds der UdSSR.
Unter den Auszeichnungen für sein Schaffen sind der Stalinpreis für die Orchestersuite Transkarpatische Skizzen (1951) und der Titel eines „Verdienten Künstlers“ der Ukrainischen SSR (1958) zu nennen. Wadym Homoljaka starb am 7. Mai 1980 in Kiew und wurde auf dem dortigen Baikowe-Friedhof beigesetzt.

## Werke (Auswahl)
In seiner auf der ukrainischen und russischen Tradition von Komponisten wie Borys Ljatoschynskyj, Dmitri Schostakowitsch und Sergei Prokofjew fußenden Musik hielt sich Homoljaka an die von der sowjetischen Kulturpolitik zu seinen Lebzeiten geforderte Ästhetik des Sozialistischen Realismus. Er komponierte Werke der verschiedensten Gattungen, wobei Schwerpunkte u. a. dem Ballett und der Musik für den Film galten. Weiters komponierte er Orchesterwerke wie In Spanien, In Moldawien, Transkarpatische Skizzen, Im Park der Ewigkeit, mehrere Instrumentalkonzerte, Kammermusik, Chöre, Romanzen und Lieder.